# Kunst Museum Winterthur – Reinhart am Stadtgarten

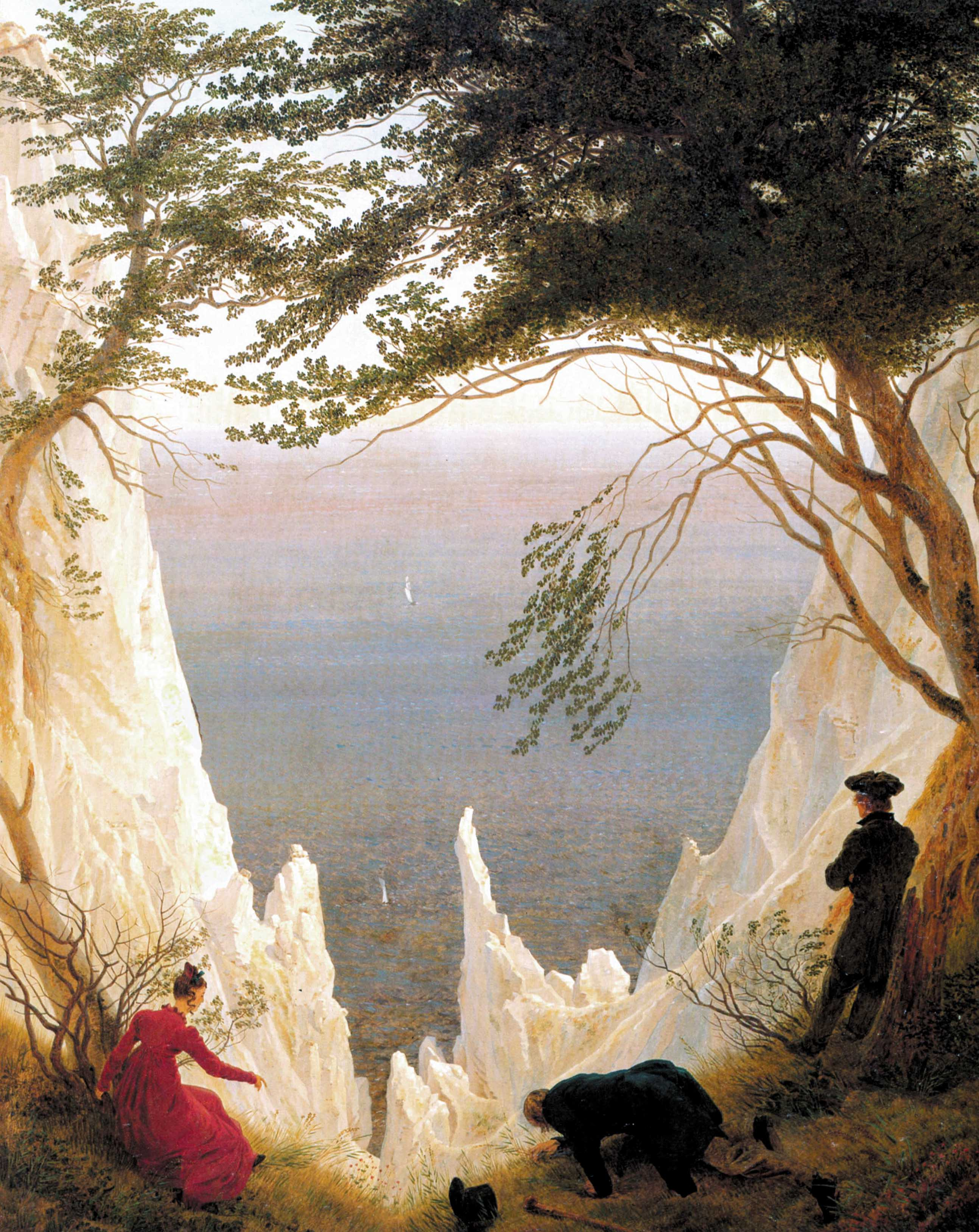
Caspar David Friedrichs Kritklippor på Rügen (1818).

Kunst Museum Winterthur – Reinhart am Stadtgarten är ett kommunalt konstmuseum i Winterthur i kantonen Zürich i Schweiz. Det öppnades 1951 som Museum Oskar Reinhart och bytte 2018 namn till det nuvarande efter en sammanslagning med de två andra kommunala konstmuseerna Kunst Museum Winterthur – Beim Stadthaus och Villa Flora. 
Oskar Reinhart (1885–1965) var en förmögen schweizisk konstsamlare. Han donerade stora delar av sin samling, framför allt tysk-schweizisk-österrikisk konst från 1700-, 1800- och det tidiga 1900-talet, till hemstaden Winterthur, en donation som idag utgör grunden för Kunst Museum Winterthur – Reinhart am Stadtgarten. Den äldre och internationella konsten behöll han i sin villa Am Römerholz. Vid sin död 1965 testamenterade han villan inklusive konsten till schweiziska staten som sedan 1970 där driver konstmuseet Sammlung Oskar Reinhart – Am Römerholz. 
Kunst Museum Winterthur – Reinhart am Stadtgarten är inhyst i en gammal skolbyggnad uppförd 1842 i nyrenässansstil efter ritningar av den schweiziske arkitekten Leonhard Zeugheer(de). Det ligger i utkanten av Altstadt (Gamla stan) på Stadthausstrasse och är omgiven av Stadtgarten (Stadsparken).
Samlingen fokuserar på konst från de tyskspråkiga länderna av konstnärer som Jean-Étienne Liotard, Arnold Böcklin och Ferdinand Hodler. Museets kanske mest berömda verk är Caspar David Friedrichs Kritklippor på Rügen (1818).